# 詹姆斯·韦伯·扬
詹姆斯·韦伯·扬（英文：James Webb Young，1886年1月20日—1973年3月6日），是美国著名的广告大师，在智威汤逊广告公司任职达52年之久，出版有《生产意念的技巧》、《如何成为广告人？》及《广告人日记》三部著名的广告学著作。

## 生平
詹姆斯·韦伯·扬于1886年1月20日生于肯塔基州卡温顿。12岁时（1898年）便辍学加入Western Methodist Book Concern（WMBC）工作，从此离开公共教育踏入社会。1907年被任命为WMBC的广告经理和书籍设计师，并于同年与伊丽莎白·约翰逊（Elizabeth Johnson）结婚。
1912年，21岁的詹姆斯·韦伯·扬作为文字撰稿人加入了智威汤逊广告公司辛辛那提办事处，并于次年即成为办事处的总经理。1916年，他成为JWT的副总裁，并于次年升任高级副总裁，主要负责JWT西部分公司。1927年，他带领一批员工一起成立了JWT位于欧洲各处的办事处。次年（1928年），詹姆斯·韦伯·扬从JWT退休，但仍出任JWT总监及顾问直至1964年。
1931年，詹姆斯·韦伯·扬被新成立的芝加哥大学商学院聘为商业史和广告学教授直至1939年，期间发表的诸多讲座成为《如何成为广告人？》一书的成书基础。
1941年11月，詹姆斯·韦伯·扬在一次美国广告代理商协会（AAAA）和美国国家广告商联合会（ANA）的联席会议上发表了题为《我们能采取什么行动？》（What action can be taken？）的演讲，从而促使了战时广告委员会（War Advertising Council）的成立。该机构主要服务于在二战期间通过广告宣传促销战时债券、促进节约战需材料以及号召女性投入战备生产等。在二战结束后，在杜魯門总统的要求下，战时广告委员会更名为广告委员会，与美国全国安全委员会合作在和平时期继续服务，并继续由詹姆斯·韦伯·扬担任主席直至1947年。
1959年起，詹姆斯·韦伯·扬在伊利诺伊大学广告系讲课。
1973年3月6日，87岁的詹姆斯·韦伯·扬逝于新墨西哥州圣塔菲。

## 主要著作
- 《广告人日记》（The Diary of an Ad Man），1944年出版，芝加哥：广告出版社（Advertising Publications, Inc.）。[3]
- 《生产意念的技巧》（A Technique For Producing Ideas），1960年出版
- 《如何成为广告人？》（How To Become An Advertising Man），1963年出版

## 荣誉
- 1946年，詹姆斯·韦伯·扬被授予“年度广告人奖”（Advertising Man of the Year Award）和“广告奖金牌”（Advertising Awards Gold Medal）以表彰他一直以来的卓越成就和二战期间的卓越贡献。
- 1974年，詹姆斯·韦伯·扬在逝世一年后被全美广告联盟（英语：American Advertising Federation）授予“广告殿堂荣誉奖”（Advertising Hall of Fame）。[4]。

## 评价
- JWT的内部杂志如此评价詹姆斯·韦伯·扬：“自1912年起，他进出JWT公司52年。平心而论，在斯坦利和海伦·里索之后，扬是在那个年代里对JWT公司影响最大的的人。”[5]
- 恆美廣告（英语：DDB Worldwide）前主席和CEO威廉·伯恩巴克在《生产意念的技巧》的前言中写道：“就詹姆斯·韦伯·扬对创意过程这项工作的描述来看，他不愧是传统意义上最伟大的思想家。广告界多年的实践证明了他的观点，即成功沟通的关键因素在于产生既有相关性又充满戏剧性的创意。他不仅将这个观点生动的表述出来，更是以自己的身体力行向我们展现了通往这一目标的道路。”[6]